# Slalok Mountain
Der Slalok Mountain, ursprünglich als Rex's Pillar bezeichnet, ist ein 2653 m hoher Berg mit einer Schartenhöhe von 333 m im Südwesten der kanadischen Provinz British Columbia, im Squamish-Lillooet Regional District.

## Geographie
Der Slalok Mountain liegt in den Coast Mountains im Joffre Lakes Provincial Park. Sein Gipfel ist der dritthöchste Punkt der Joffre Group, eines Teils der Lillooet Ranges. Er liegt 24 km östlich von Pemberton und 8 km nordöstlich des Lillooet Lake, außerdem 4 km nordöstlich des Duffey Peak. Der nächsthöhere Berg ist der Mount Matier (2783 m), 1,9 km östlich von ihm.
Die Abflüsse der Niederschläge vom Berg fließen in den Joffre Creek und den Twin One Creek, beides Zuflüsse des Lillooet River. Die Erstbesteigung wurde 1963 durch C. Adam, T. Anderson und G. Richardson ausgeführt. Der Name Slalok ist der traditionelle Name für die nahe gelegene Siedlung Mount Currie. Der Name wurde am 11. Juni 1979 vom Geographical Names Board of Canada offiziell anerkannt.

## Klima
In Bezug auf die Klimaklassifikation nach Köppen und Geiger herrscht am Gipfel des Slalok Mountain ein subarktisches Klima. Die meisten Wetterfronten stammen vom Pazifik und bewegen sich ostwärts auf die Coast Mountains zu, wo sie durch die Berge zum  Aufsteigen (Windstau) gezwungen werden, was wiederum dazu führt, dass die enthaltene Feuchtigkeit in Form von Regen oder Schnee abgegeben wird. Im Ergebnis führt das zu hohen Niederschlägen in den Coast Mountains, insbesondere zu starken Schneefällen im Winter. Die Temperaturen können unter −20 °C fallen, unter Berücksichtigung von Windchill-Einfluss unter −30 °C. Dieses Klima nährt den Matier Glacier, den Stonecrop Glacier und den Tszil Glacier an den nördlichen Hängen des Berges. Die Monate Juli bis September bieten die besten Wetterbedingungen für einen Aufstieg.

## Kletterrouten
Am Slalok Mountain sind folgende Kletterrouten etabliert:
- über den Südwestgrat - YDS-Klasse 3
- über den Matier Glacier - Aufstieg per Ski
- über den Nordostgrat
- über die Nordwand (Stonecrop Glacier)

## Galerie

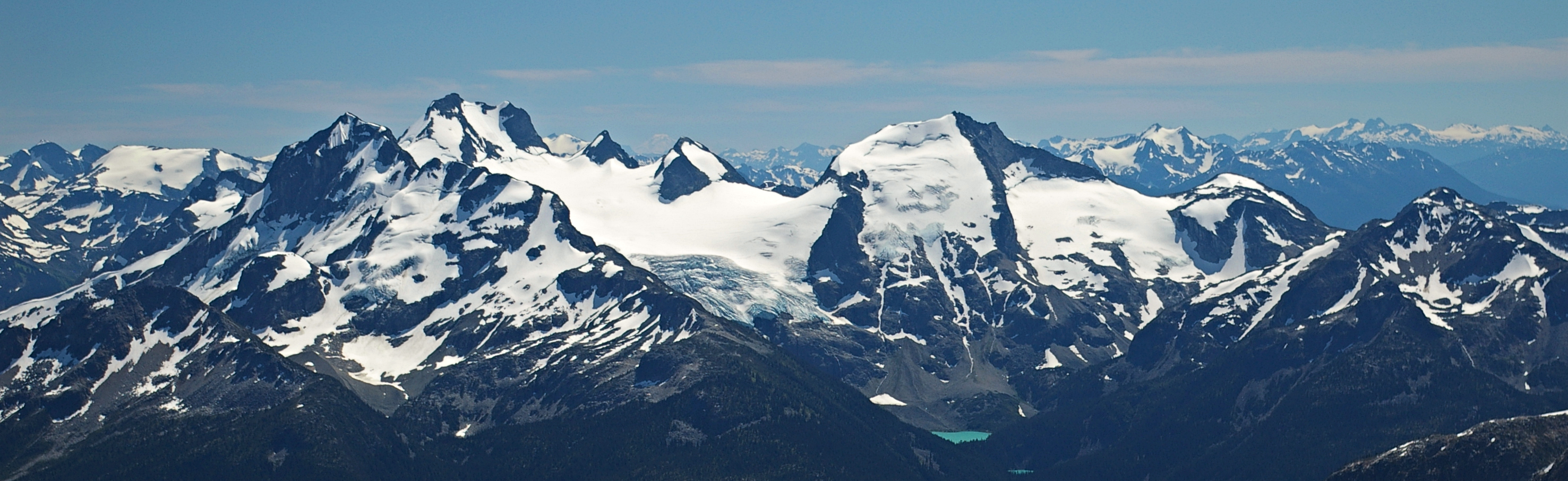
Die Joffre Group: Joffre Peak (links), Mount Matier (der Höchste), Mount Hartzell, Mount Spetch, Slalok Mountain, Tszil und Mount Taylor (ganz rechts)
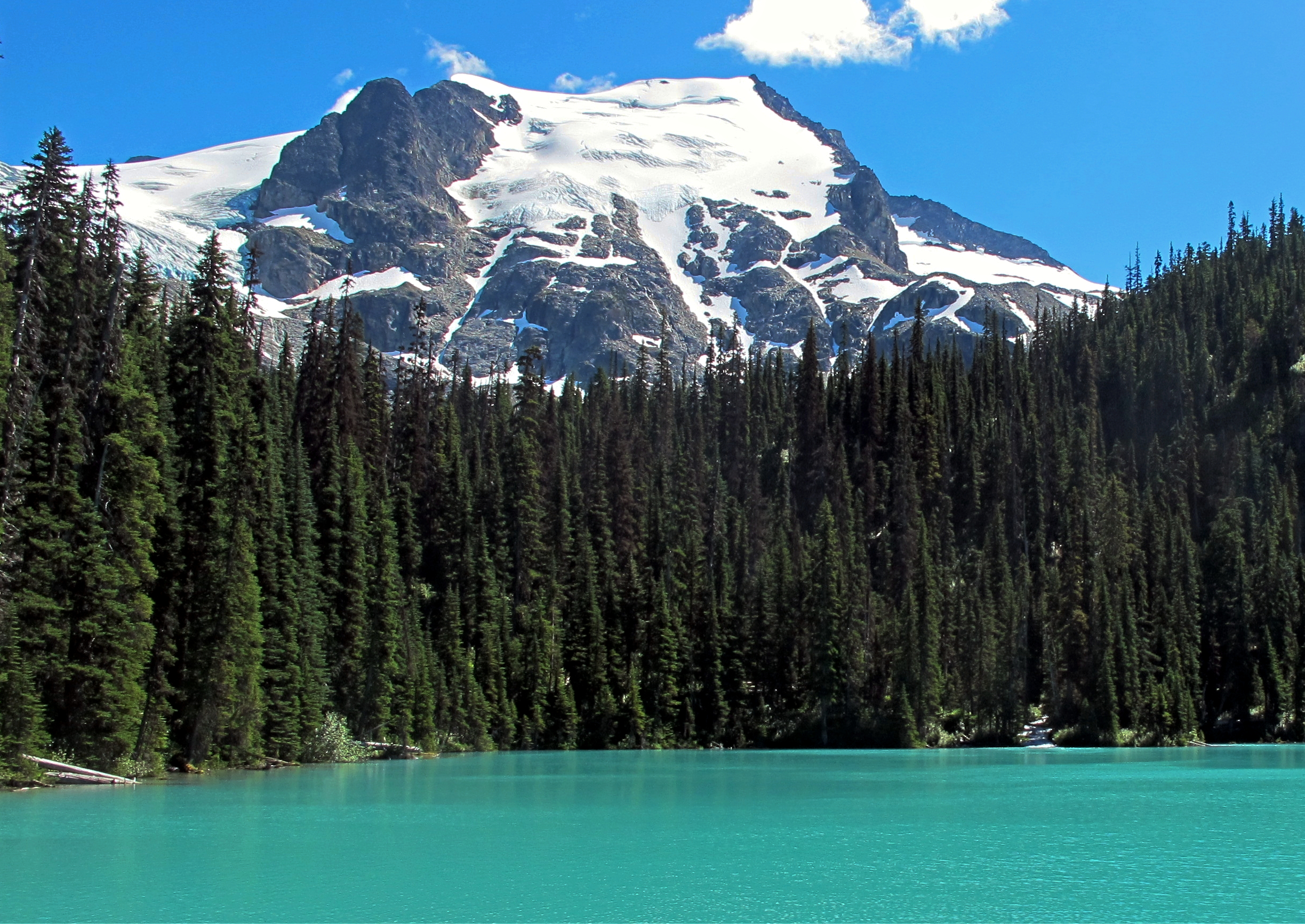
Der Slalok Mountain vom mittleren Joffre Lake aus gesehen
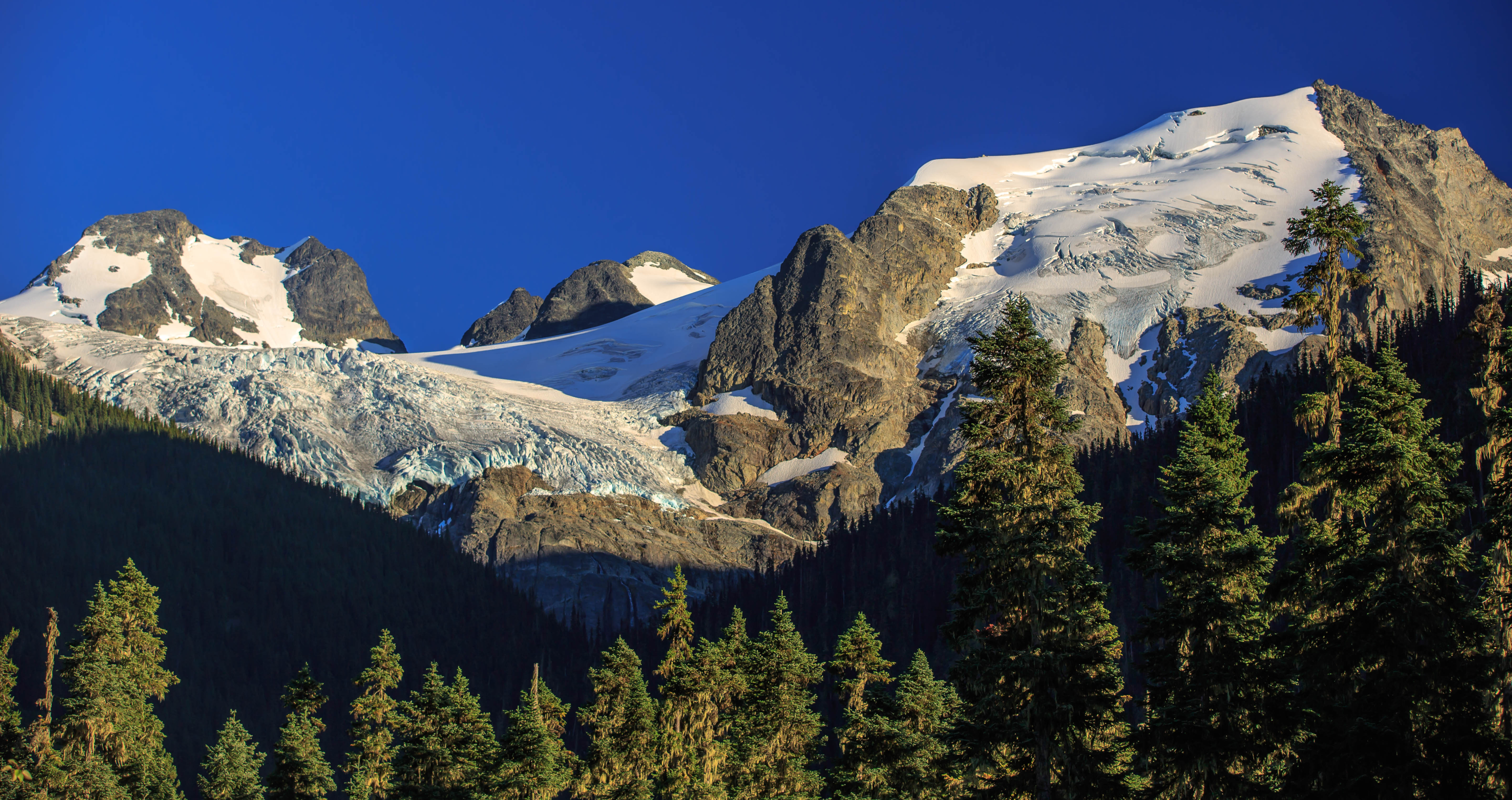
Mt. Matier und Matier Glacier (links), Slalok Mountain (rechts)
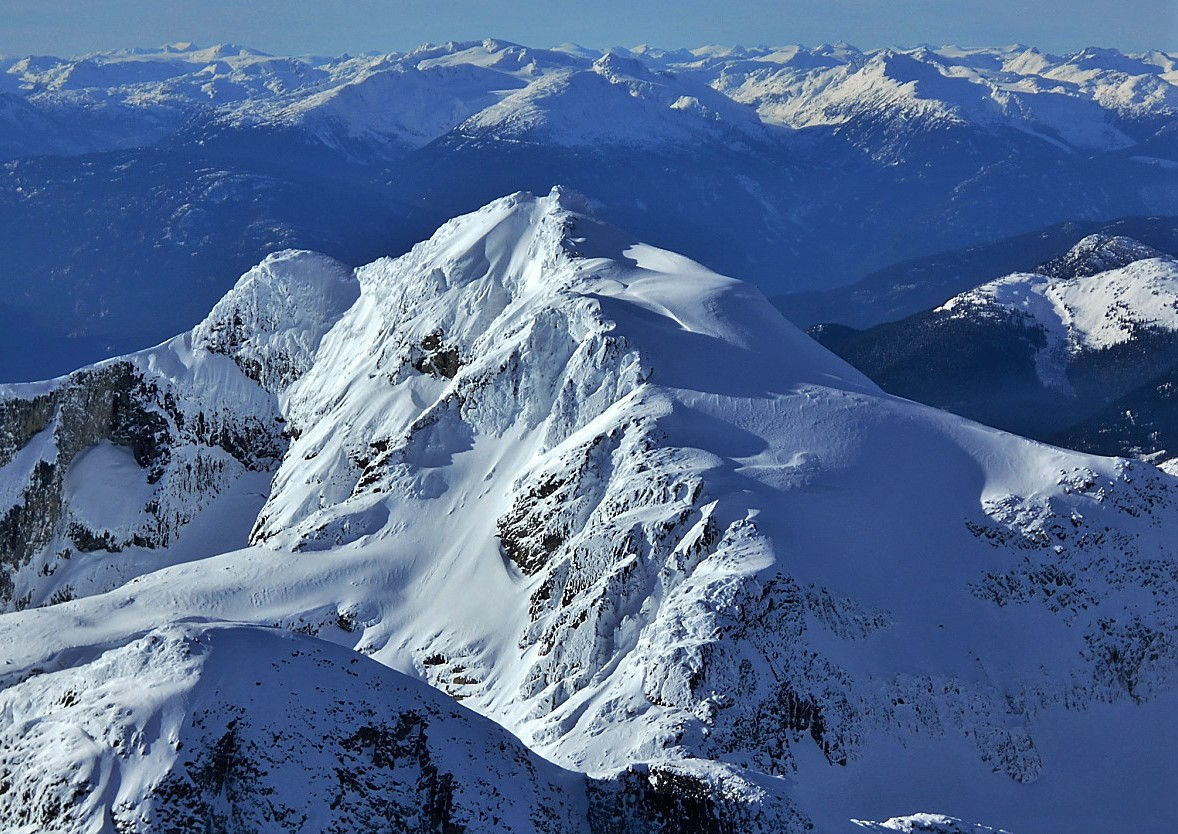
Der Slalok Mountain vom Mt. Matier aus gesehen